# Сан-Матео-де-Гальєго
Сан-Матео-де-Гальєго (ісп. San Mateo de Gállego) — муніципалітет в Іспанії, у складі автономної спільноти Арагон, у провінції Сарагоса. Населення — 3079 осіб (2010).
Муніципалітет розташований на відстані близько 290 км на північний схід від Мадрида, 23 км на північний схід від Сарагоси.

## Демографія
Динаміка населення (INE ):